# Oldenburgische Landesbank
Oldenburgische Landesbank AG (OLB) — німецький регіональний банк. Надає різноманітні фінансові послуги через розгалужену мережу відділень у північній Німеччині. 

## Опис
OLB був заснований в 1868 у Франкфурті банківським будинком "Erlanger & Söhne" з привілеєм на випуск банкнот. 
Бізнес-сегменти універсального банку на додаток до повного спектру послуг для середнього класу структурованих приватних і корпоративних клієнтів також включають управління активами, брокерські послуги з нерухомості, ощадні договори на нерухомість і страховки. Акції банку котуються на  біржі, станом на 01.01.2015 бл. 90% викуплено Allianz Deutschland AG.